# Château de Sammezzano
Le château de Sammezzano, entouré d'un grand parc, est situé dans le hameau de Leccio, dans la commune de Reggello (Province de Florence). Acquis par Palmerston Hotels & Resorts, la réhabilitation débute en 2014.

## Histoire et description
Le bâtiment principal est un bâtiment éclectique dans le style mauresque qui fut construit en 1605 à la demande de Ximenes d'Aragon. Ferdinando Panciatichi Ximenes descendant de celui-ci remanie le château entre 1853 et 1889. En 1878, il accueille le roi d'Italie Humbert Ier.

## Le parc

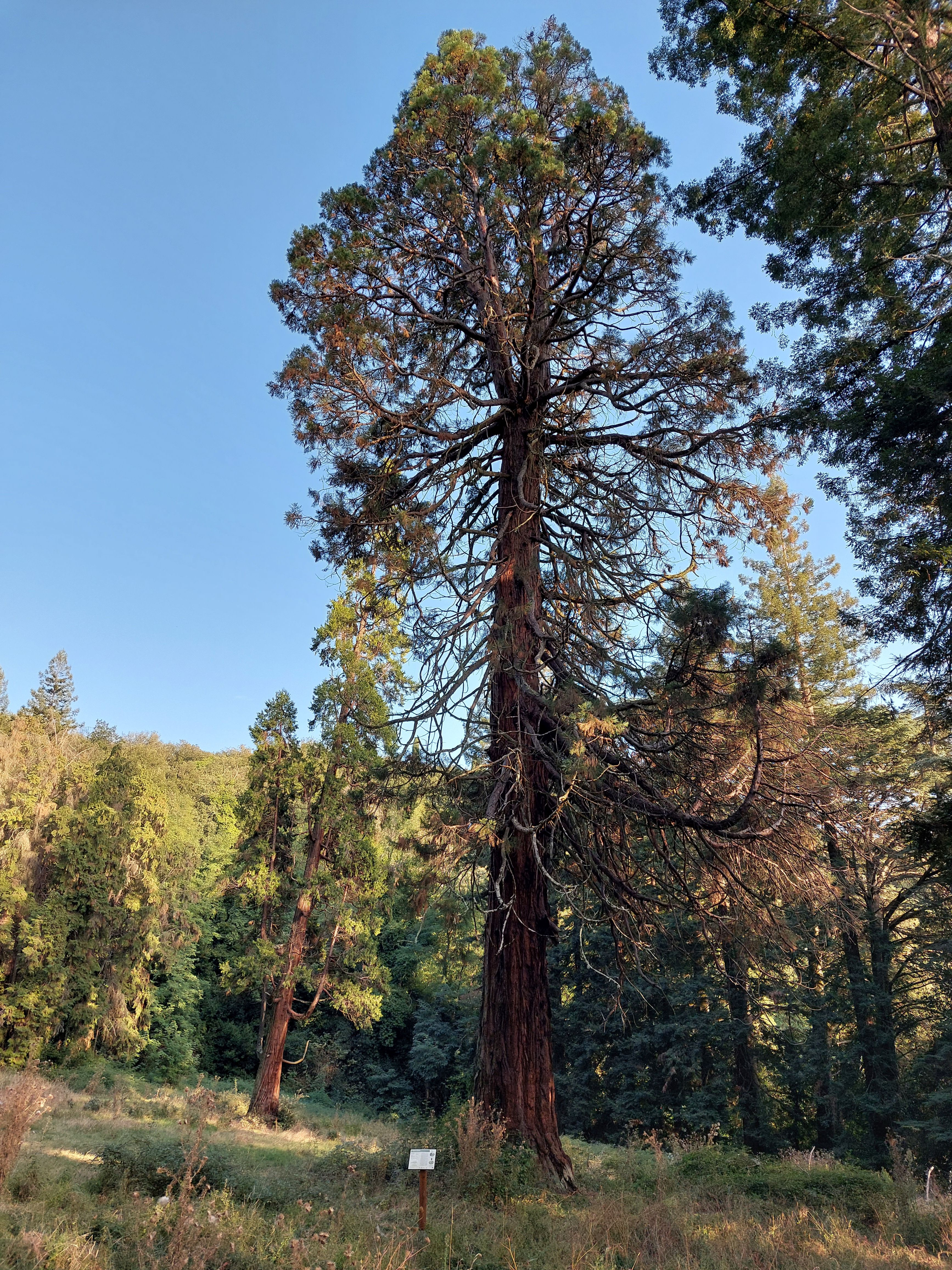
Photographie d'un monument du parc du château de Sammezzano

Le parc, un des plus importants de la Toscane, a été construit au milieu du XIXe siècle par Ferdinand Panciatichi. Une grande quantité d'espèces d'arbres exotiques fut planté, comme le séquoia et d'autres résineux d'Amérique, tandis que le mobilier a été fait avec des éléments architecturaux dans le style mauresque, tel un pont, une grotte artificielle (avec une statue de Vénus), des bassins, fontaines et autres éléments de maçonnerie décorative.
Le parc possède le plus grand groupe de séquoias géants d'Italie, avec pas moins de 57 spécimens adultes, tous de plus de 35 mètres.

## Décor
Le domaine constitue le décor du court métrage présentant la collection de « haute couture » printemps/été 2021 de DIOR.

## Galerie

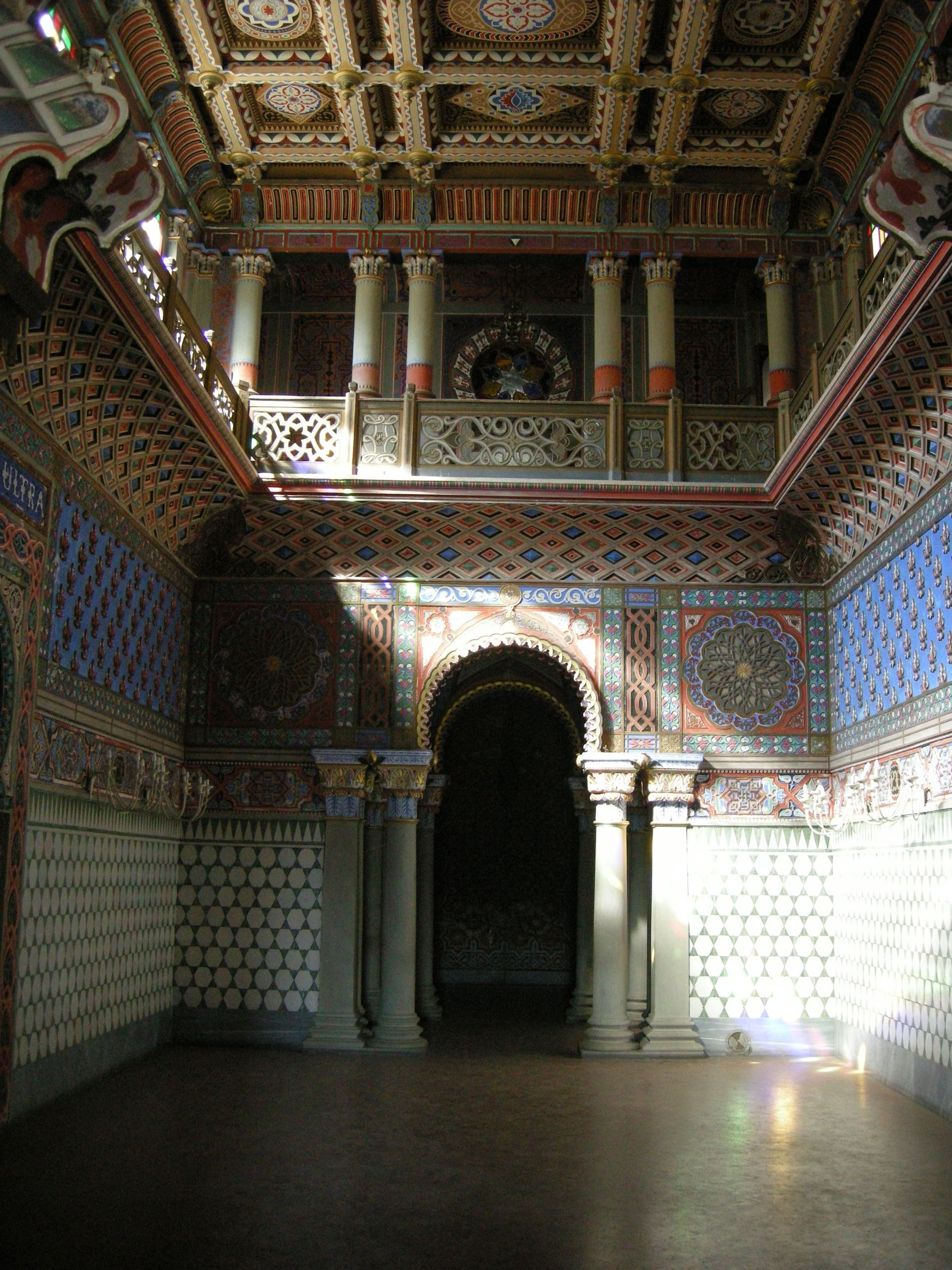
L'atrium aux colonnes.
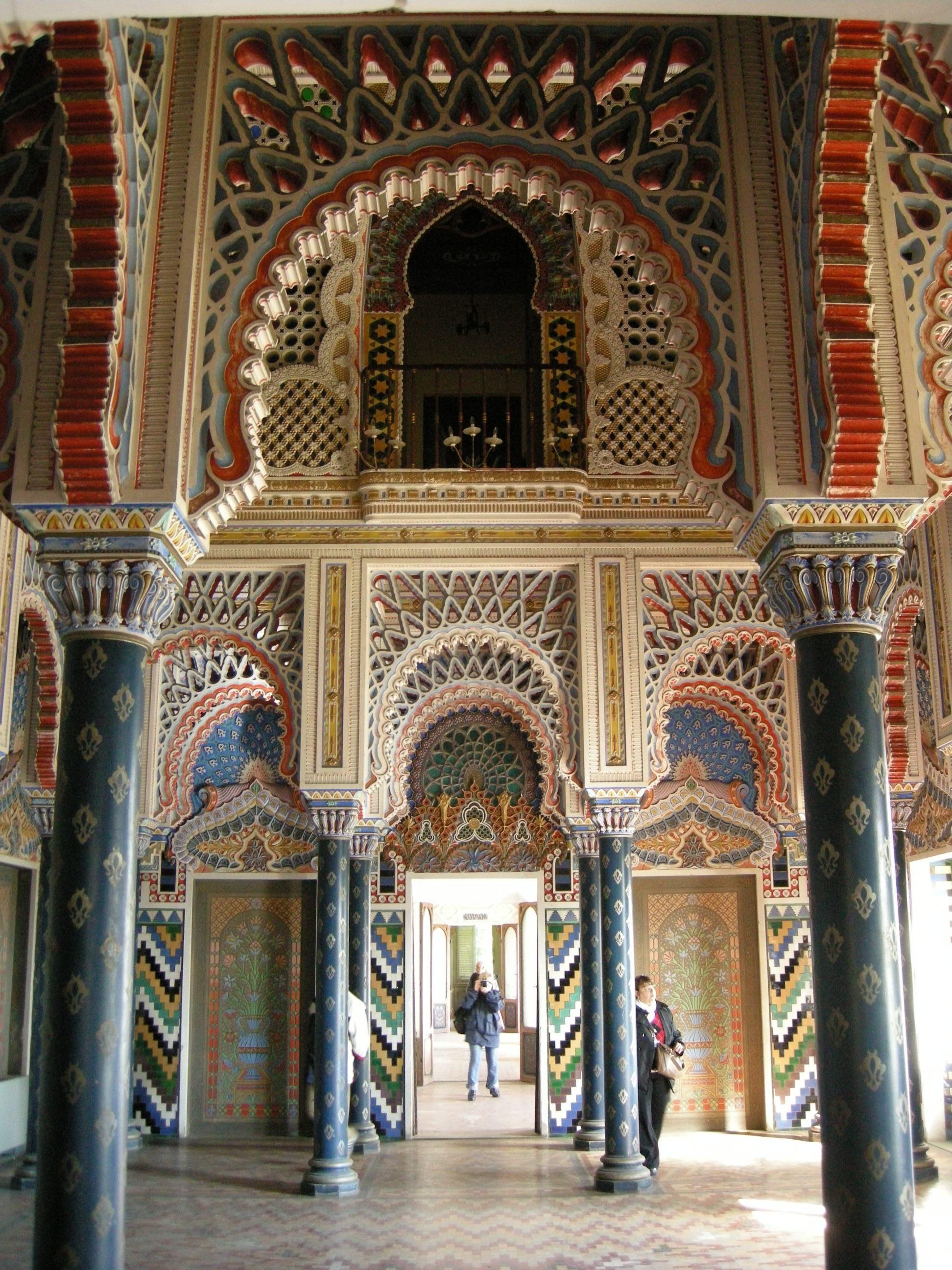
Salle des lys.
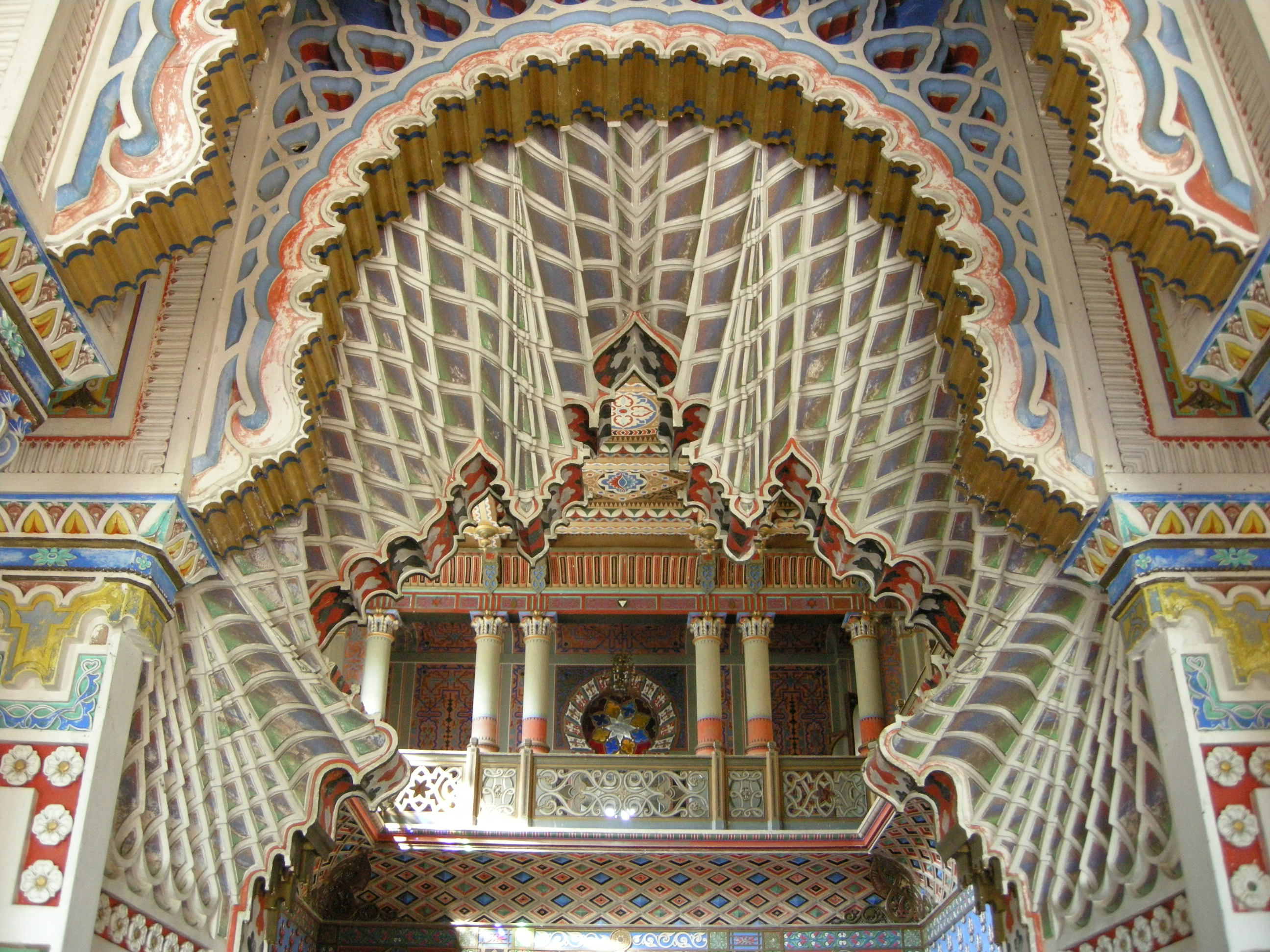
Salle des lys.
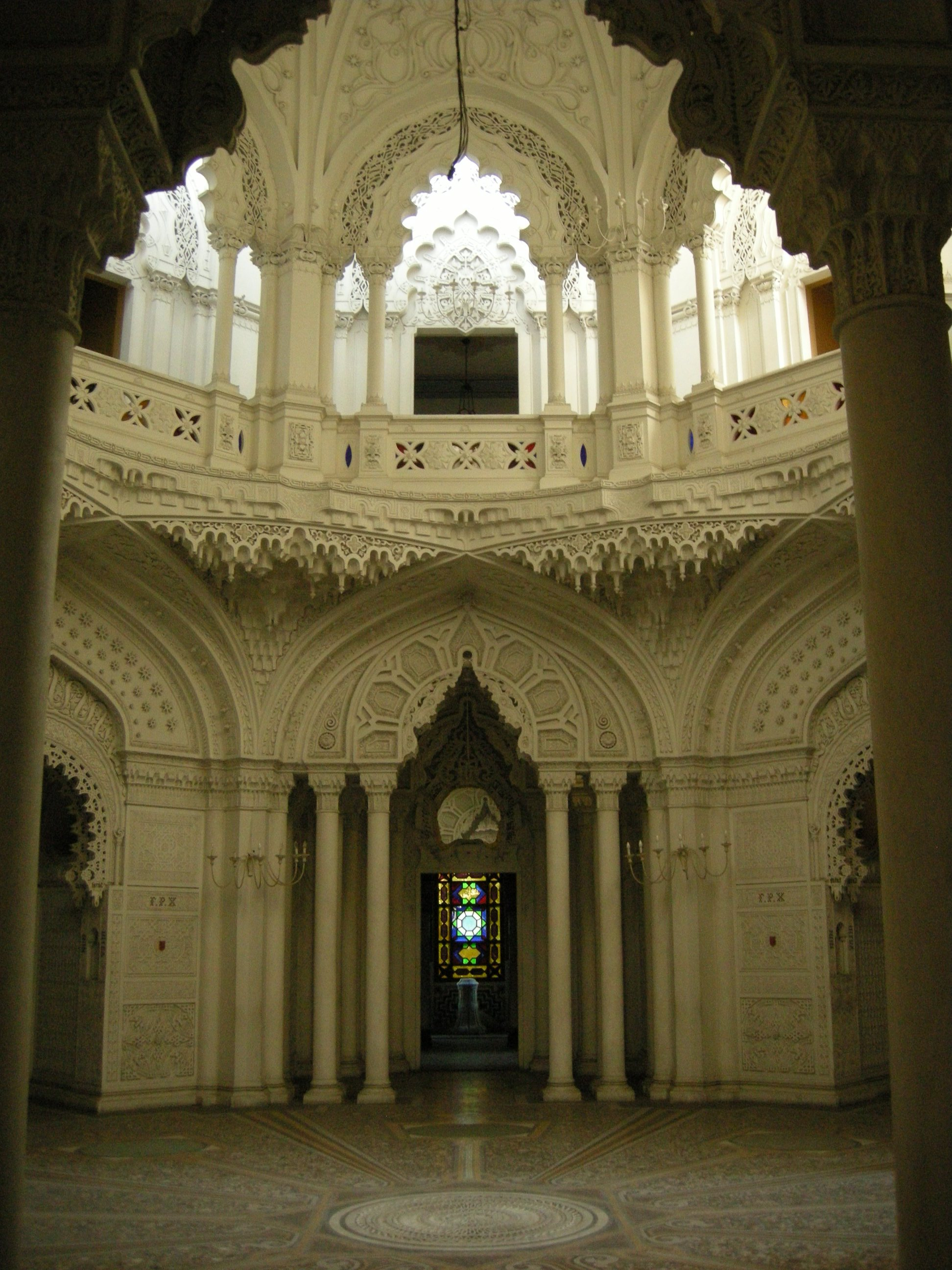
La Rotonde.
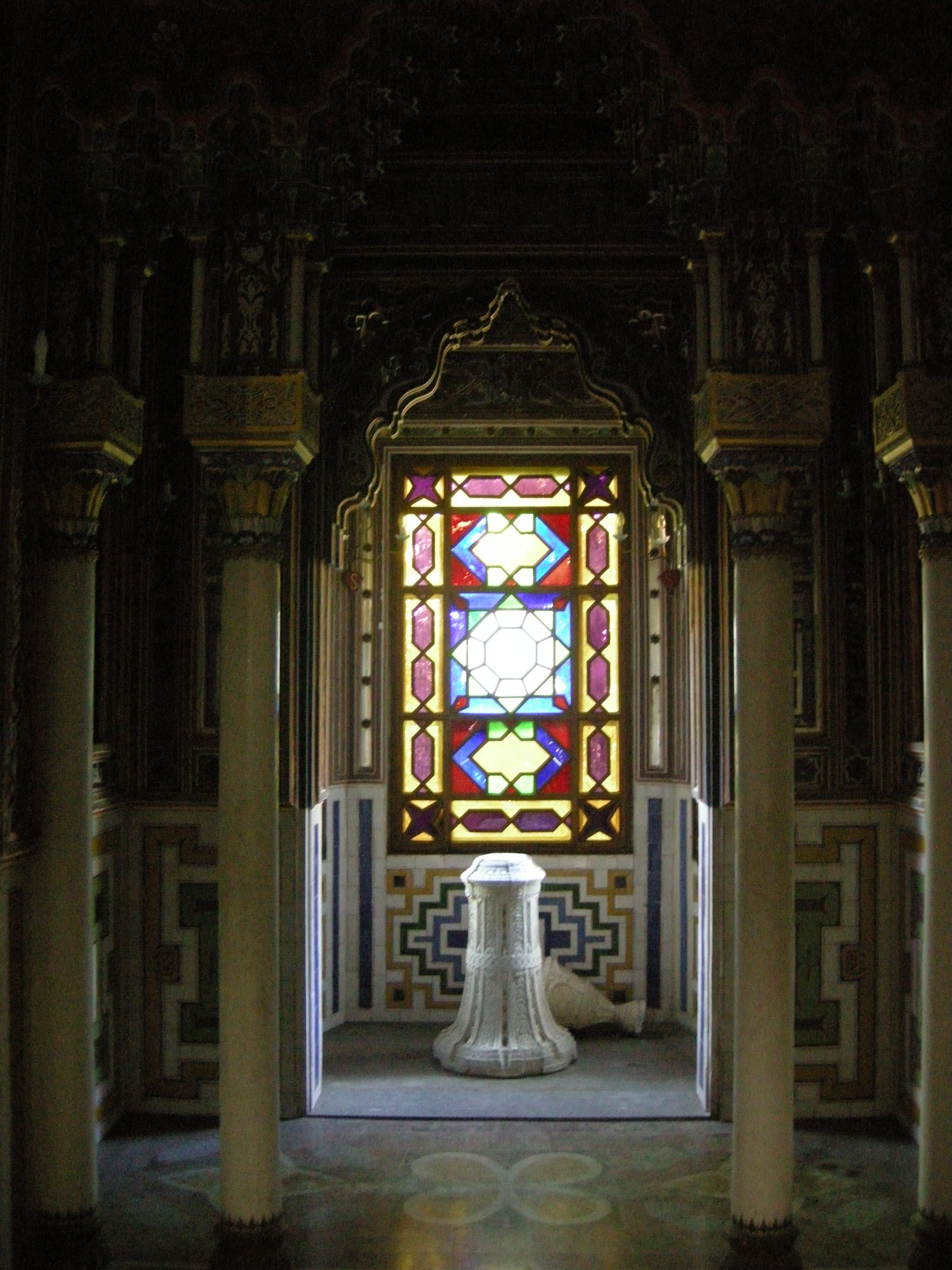
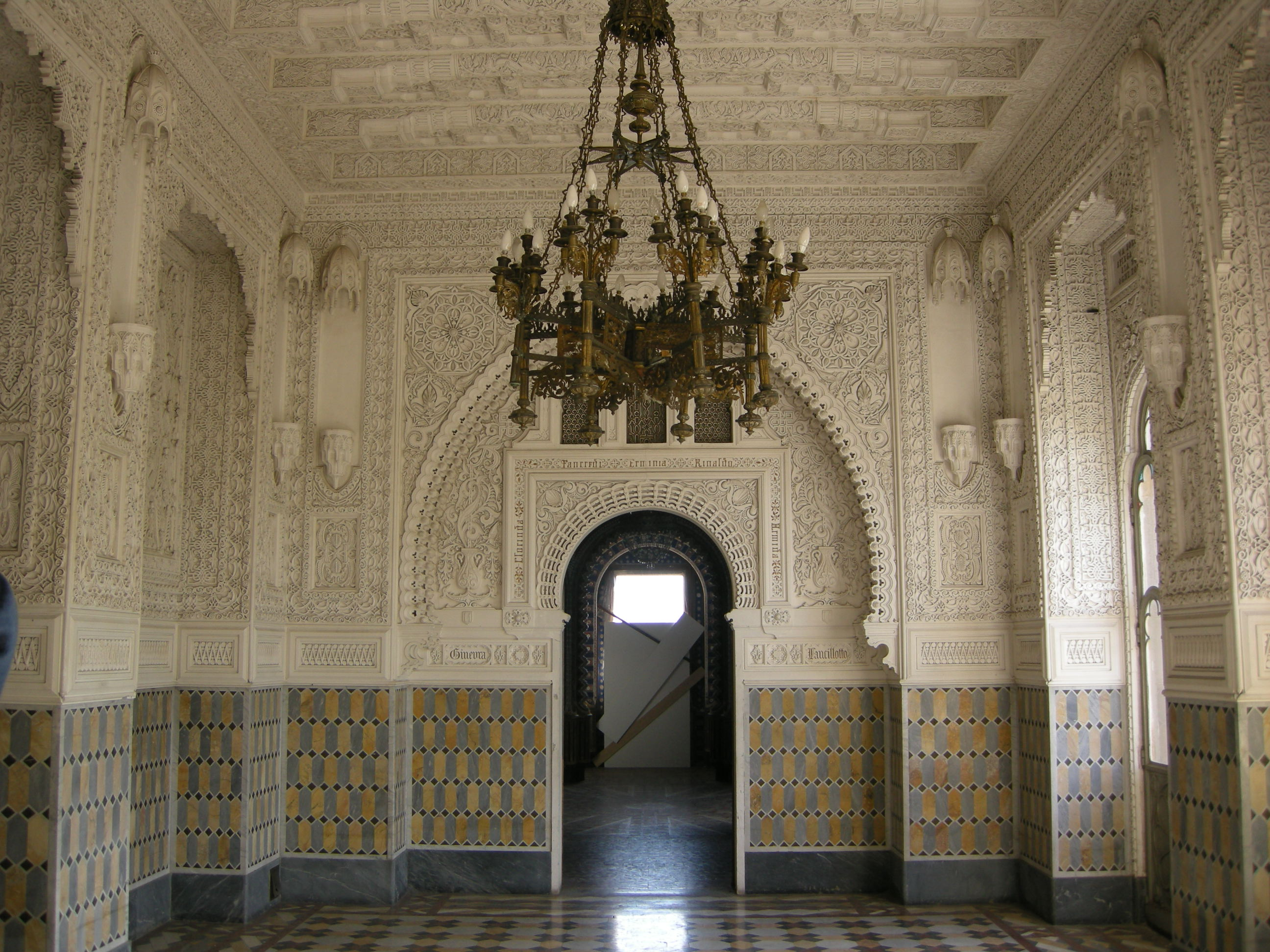
Salle des amants.
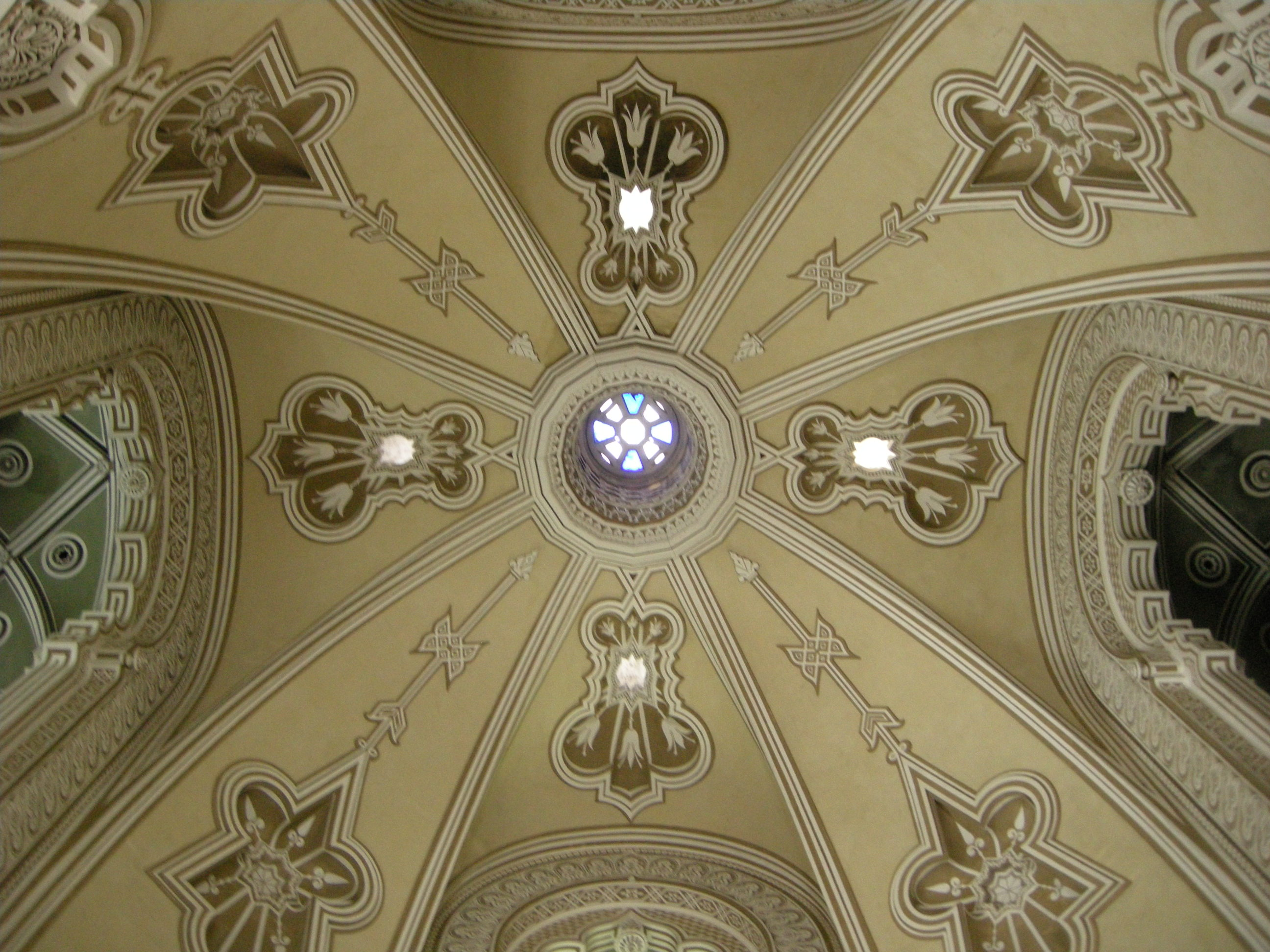
Coupole de la chapelle.
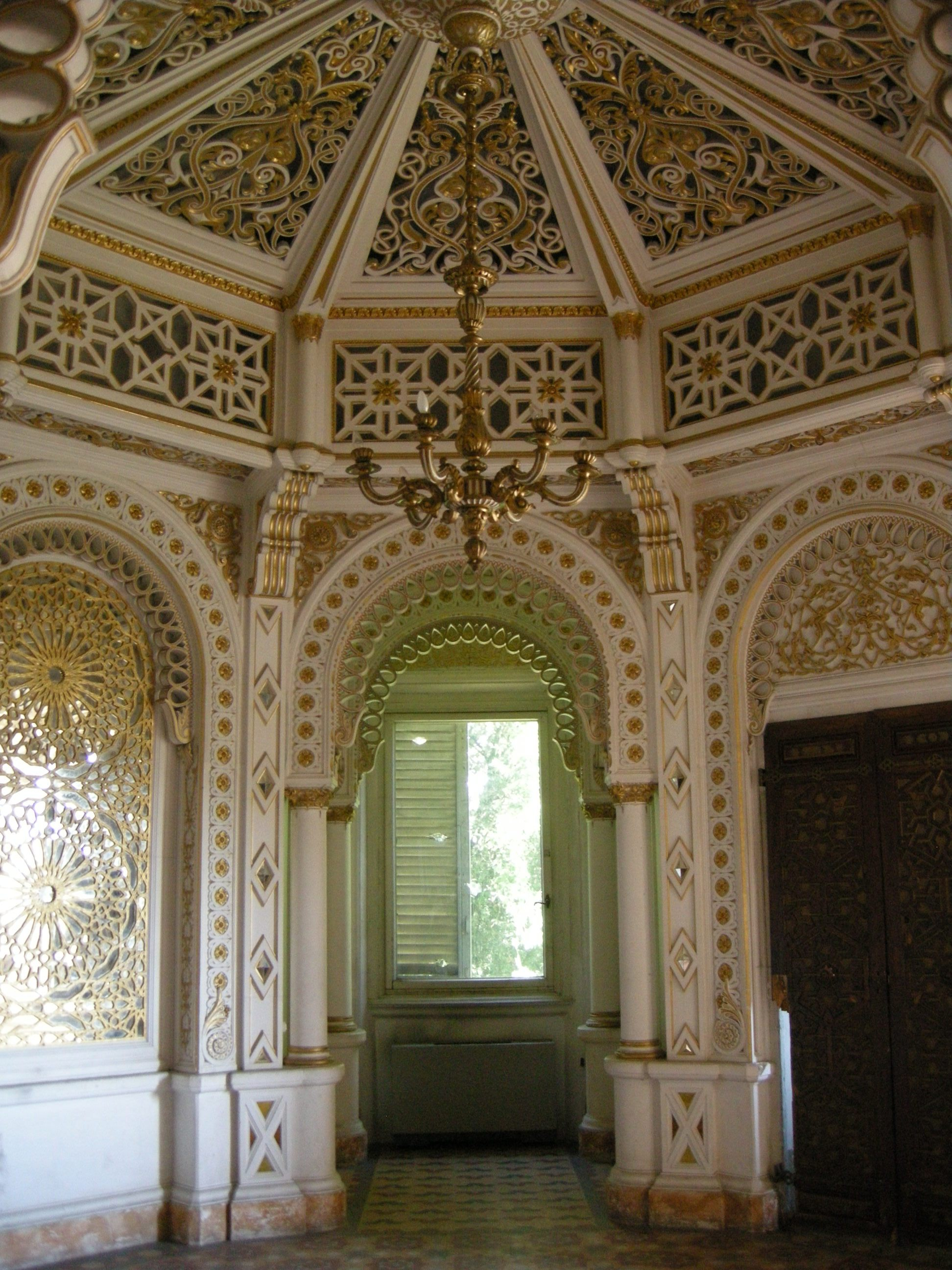
Salle.
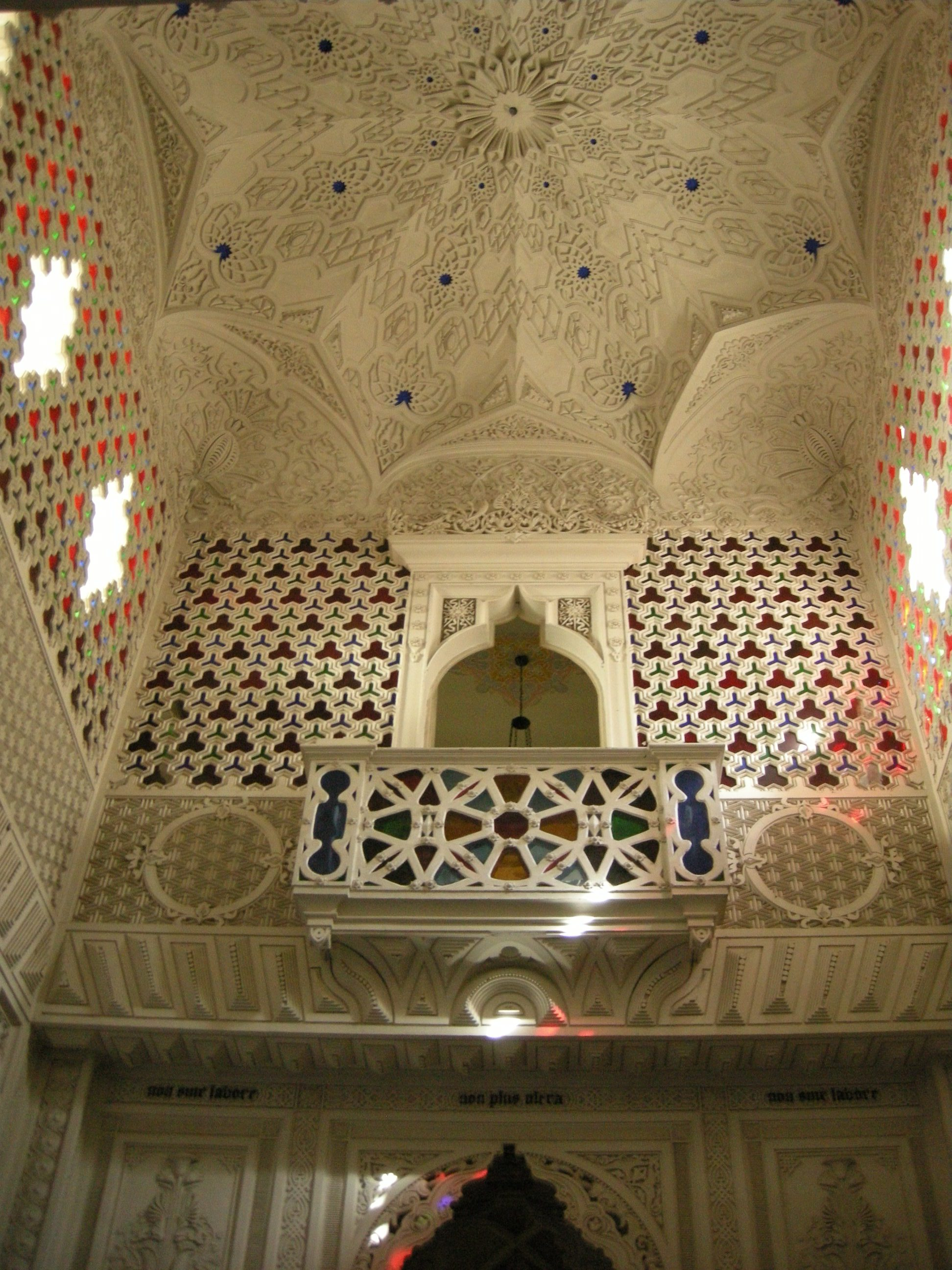
Salle avec des vitraux.
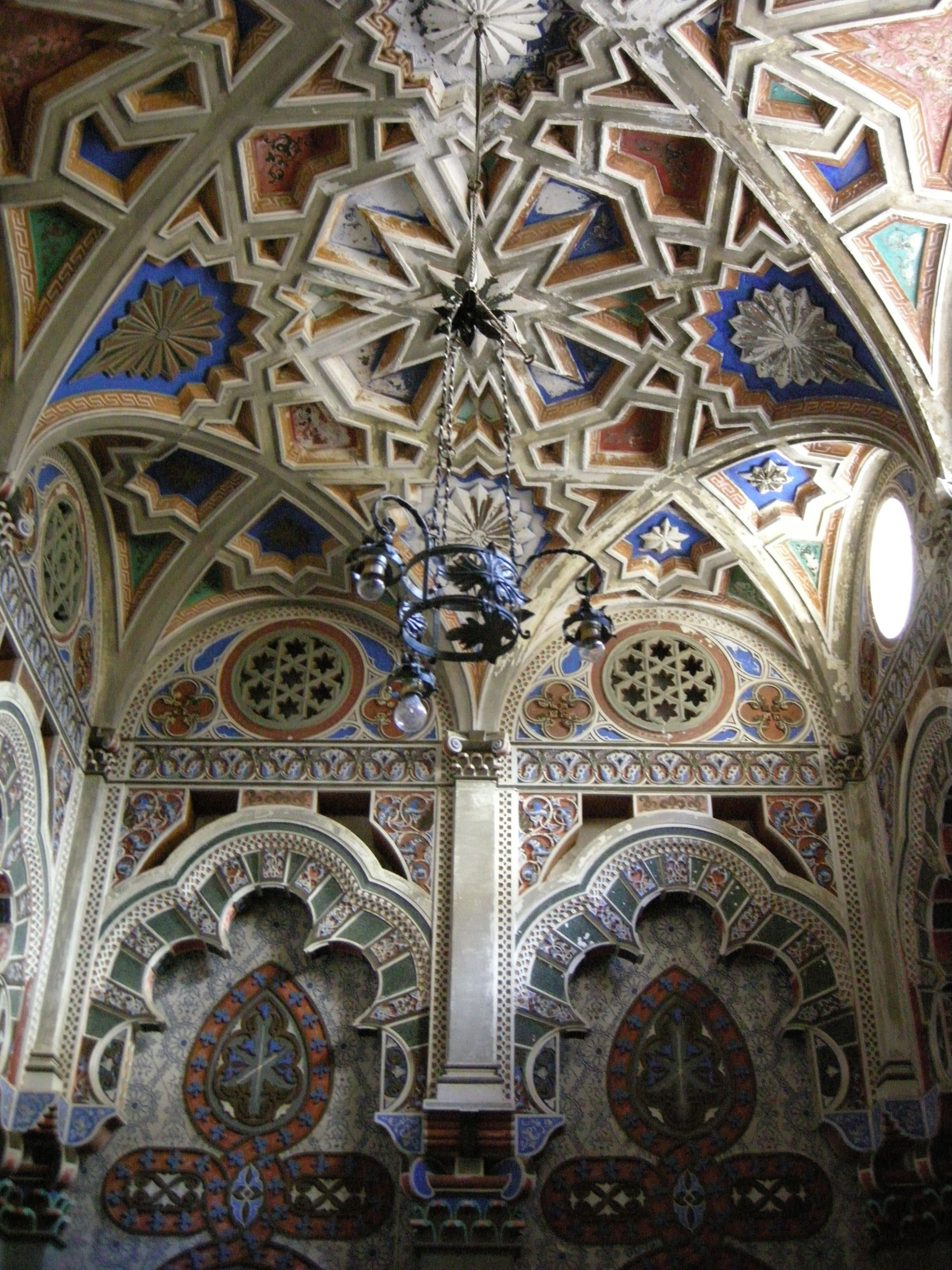
Un plafond.
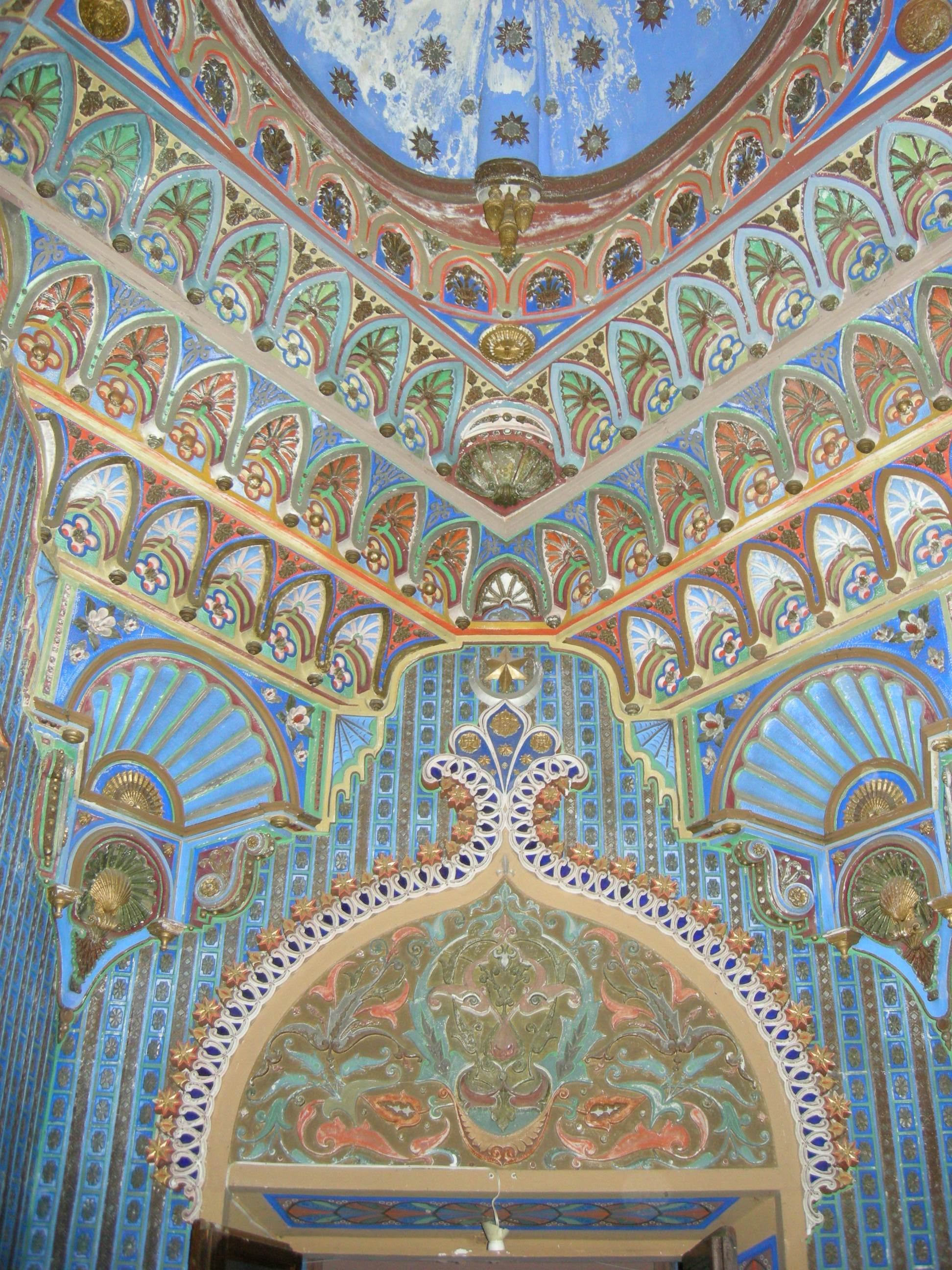
Ornements.
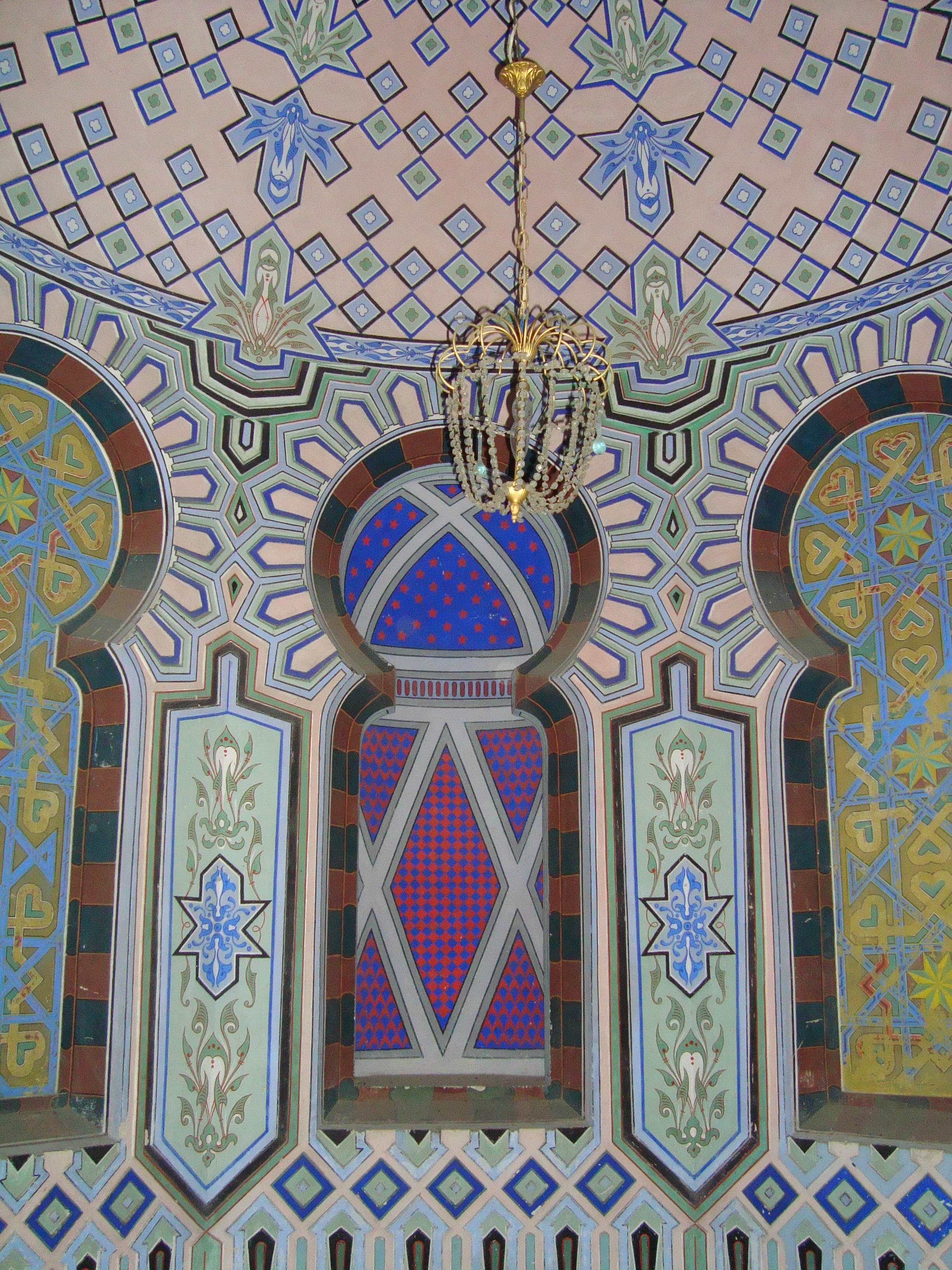
Ornements.

## Source de la traduction
- (it) Cet article est partiellement ou en totalité issu de l’article de Wikipédia en italien intitulé « Castello di Sammezzano » (voir la liste des auteurs).